# سنت برنارد پراجکتس
سنت برنارد پراجکتس (به انگلیسی: St. Bernard Projects) یک منطقهٔ مسکونی در ایالات متحده آمریکا است که در لوئیزیانا واقع شده‌است. سنت برنارد پراجکتس ۱۷ نفر جمعیت دارد و ۰٫۰ متر بالاتر از سطح دریا واقع شده‌است.